# Micrastur mintoni
Micrastur mintoni là một loài chim trong họ Falconidae.